# بهلورمتشي
بهلورمتشي (بالفارسية: بهلورمچی) هي قرية تقع في قسم باهوكلات الريفي (مقاطعة تشابهار) في إيران.